# Банку (Харгита)
Банку (рум. Bancu) насеље је у Румунији у округу Харгита у општини Чуксанђеорђу. Oпштина се налази на надморској висини од 715 m.

## Становништво
Према подацима из 2002. године у насељу је живело 1384 становника.

### Попис2002.
| Расподела становништва по националности 2002.‍ | Расподела становништва по националности 2002.‍ | Расподела становништва по националности 2002.‍ | Расподела становништва по националности 2002.‍ | Расподела становништва по националности 2002.‍ |
| --------------------------------------------- | --------------------------------------------- | --------------------------------------------- | --------------------------------------------- | --------------------------------------------- |
|                                               |                                               |                                               |                                               |                                               |
| Румуни                                        | Румуни                                        |                                               | 5                                             | 0,4%                                          |
| Мађари                                        | Мађари                                        |                                               | 1.336                                         | 96,5%                                         |
| Роми                                          | Роми                                          |                                               | 43                                            | 3,1%                                          |